# Arnéguy
Arnéguy är en kommun i departementet Pyrénées-Atlantiques i regionen Nouvelle-Aquitaine i sydvästra Frankrike. Kommunen ligger i kantonen Saint-Jean-Pied-de-Port som tillhör arrondissementet Bayonne. År 2022 hade Arnéguy 238 invånare.

## Befolkningsutveckling
Antalet invånare i kommunen Arnéguy
| Referens: INSEE |